# Friedrich Wilhelm Pixis
Friedrich Wilhelm Pixis   (Mannheim, 12 de març de 1785 - Praga, 20 d'octubre de 1842)  va ser un violinista alemany. Es va convertir en professor de violí al Conservatori de Praga i va ser important en la vida musical de Praga.

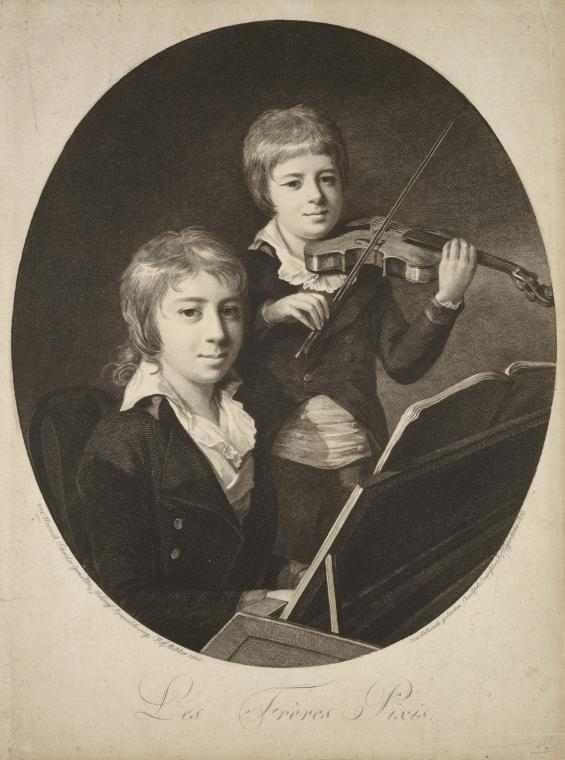
Imatge dels germans Pixis.

El seu pare, Friedrich Wilhelm, era organista a l'Església Reformada Evangèlica de Mannheim i compositor de música per a orgue i piano; el seu germà Johann Peter es va convertir en pianista i compositor.
Va mostrar talent musical a una edat primerenca. Va estudiar amb Ignaz Fränzl i va ser un intèrpret notable als nou anys. Des del 1797 fins al 1800, el seu pare el va portar a ell i al seu germà Johann Peter a realitzar gires a les ciutats alemanyes. Durant la seva estada a Hamburg el 1798 va tenir lliçons amb Giovanni Battista Viotti. Més tard van fer una gira a Polònia i Rússia. Finalment, el pare es va establir a Viena, on els dos germans tenien classes amb Johann Georg Albrechtsberger.
Friedrich Wilhelm es va mudar el 1810 a Praga i es va convertir en professor de violí al Conservatori de Praga. Més tard va ser líder de l'orquestra de teatre i director de la Societat Musical de Praga. Va tenir una gran reputació com a professor i es va convertir en important en la vida musical de Praga, les seves activitats incloent concerts de quartet de cordes.
Va morir a Praga el 20 d'octubre de 1842.